# Bryanthus musciformis
Bryanthus musciformis là một loài thực vật có hoa trong họ Thạch nam. Loài này được (Poir.) Nakai mô tả khoa học đầu tiên năm 1922.